# Simen Lyse
Simen Ulstad Lyse (Trondheim, 1 de febrero del 2000) es un jugador de balonmano noruego que juega de lateral izquierdo en el Kolstad Håndball. Es internacional con la selección de balonmano de Noruega.
Su primer gran campeonato con la selección fue el Campeonato Europeo de Balonmano Masculino de 2024.

## Palmarés

### Kolstad Håndball
- Liga de Noruega de balonmano (2): 2023, 2024
- Copa de Noruega de balonmano (2): 2023, 2024

## Clubes
| Club              | País    | Año         |
| ----------------- | ------- | ----------- |
| Charlottenlund SK | Noruega | 2018 - 2020 |
| Kolstad Håndball  | Noruega | 2020 - Act. |